# Michael Haneke
Michael Haneke (/ˈmɪçaːʔeːl ˈhaːnəkə/), né le 23 mars 1942 à Munich, est un réalisateur et scénariste autrichien.
Après avoir travaillé pour le théâtre et à la télévision, Michael Haneke se fait connaître comme cinéaste au cours des années 1990. Ses mises en scène explorent une généalogie du mal ordinaire dans nos sociétés, que ce soit par la culture télévisuelle (Benny's Video), le racisme et l'histoire refoulée (Caché), l'incommunicabilité (Code inconnu), la pression socio-familiale et la névrose sexuelle (La Pianiste), les diktats de la société de consommation (Le Septième Continent), les dogmes religieux (Le Ruban blanc), le fascisme et la violence (Funny Games) ou encore la vieillesse et la dégradation tant psychologique que physique (Amour),,. Une partie de la critique le classe dans la « cinéphilosophie »,.
Haneke ouvre une expérience de spectateur traumatique dans la dureté des scènes exposées ou la manifestation d'une brutalité insoutenable, généralement hors-champ,. Ses films ont souvent divisé la presse et le public,.
Onze de ses longs métrages ont été sélectionnés au Festival de Cannes, d'abord à la Quinzaine des réalisateurs, puis à partir de Funny Games, en compétition. À Cannes, Haneke a gagné de nombreuses récompenses : le Grand Prix, le Prix de la mise en scène, et la Palme d'or à deux reprises, pour Le Ruban blanc en 2009 puis pour Amour en 2012. Il fait partie des neuf réalisateurs à être doublement palmés avec Francis Ford Coppola, Shōhei Imamura, Emir Kusturica, Bille August, les frères Dardenne, Ken Loach et Ruben Östlund.
Par ailleurs, Amour lui vaut plusieurs prix, en 2012 et 2013, qu'aucun cinéaste n'avait obtenus pour un même film : la palme cannoise, le Golden Globe, le BAFTA et l'Oscar du meilleur film étranger ainsi que le Prix du cinéma européen et le César du meilleur film.
Haneke parle couramment le français.

## Biographie
Michael Haneke est le fils unique de l'acteur Fritz Haneke et de l'actrice Beatrix Degenschild. Il a aussi un lien familial avec le comédien Christoph Waltz. En secondes noces, la mère de Haneke épouse le compositeur et chef d'orchestre Alexander Steinbrecher. Après la mort de Beatrix Degenschild, Steinbrecher – le beau-père d'Haneke – se marie avec Elisabeth Urbancic, la mère de Waltz. Steinbrecher est donc tour à tour le beau-père du cinéaste et celui de l'acteur. Adolescent, Michael Haneke envisage un temps de devenir pasteur avant de se raviser.
Il grandit dans la ville de Wiener Neustadt, située au sud de la capitale autrichienne et étudie la philosophie, la psychologie et l'art dramatique à l'université de Vienne.
Il devient critique de cinéma de 1967 à 1970 puis travaille en tant que rédacteur pour la station de télévision allemande Südwestrundfunk. Passé à la mise en scène, il dirige, tant en Autriche qu'en Allemagne, plusieurs pièces du répertoire traditionnel, d'August Strindberg à Johann Wolfgang von Goethe en passant par Heinrich von Kleist. Il monte ses premiers spectacles à Baden-Baden (début avec la pièce Des journées entières dans les arbres de Marguerite Duras) puis à Darmstadt, Düsseldorf, Francfort et Stuttgart avant de partager son temps entre Munich, Berlin et Vienne. Il débute comme réalisateur pour la télévision en 1973 et commence à aborder ses thématiques récurrentes. Il déclare que ces téléfilms l'ont forgé comme cinéaste mais il renie Spermüll. La plupart de ses téléfilms sont des adaptations de la littérature autrichienne. En 1980, il se fait remarquer avec un téléfilm ambitieux, son premier projet personnel, d'une durée de quatre heures, consacré aux jeunes nés dans les années 1950 : Les Lemmings.
Son premier film pour le cinéma, Le Septième Continent (1989), qui décrit de manière clinique le suicide progressif d'une famille, est initialement refusé par la télévision. D'emblée, son univers se caractérise par une vision conceptuelle, exigeante et pessimiste du monde contemporain. En toile de fond, il peint, comme les romans de sa compatriote et amie Elfriede Jelinek (prix Nobel de littérature en 2004), la société autrichienne qu'il critique ouvertement.
Trois ans plus tard, le controversé Benny's Video qui met en scène un adolescent devenu meurtrier par hasard et dont les parents effacent le crime, approfondit cette démarche et fait connaître Haneke au-delà des frontières austro-allemandes. 71 fragments d'une chronologie du hasard dépeint la vie ordinaire de nombreux personnages avant leur assassinat lors d'un braquage de banque.
Funny Games, histoire d'une famille torturée et décimée, confirme sa réputation de polémiste. Il met aussi en évidence son style implacable et percutant de clinicien traquant sans relâche les tares humaines et la barbarie qui sommeillent dans la civilisation occidentale en général et la société autrichienne en particulier. Au départ, Haneke pense à Isabelle Huppert pour le rôle de la mère assassinée mais elle le refuse. Si le film déclenche une vive polémique à sa sortie, il devient, au fil des années, une œuvre culte, ce que le réalisateur regrette car ce statut repose, selon lui, sur un malentendu. Une certaine confusion entre le message de fond et l'aspect attractif de tortures mises en scène de manière vraisemblable lui auraient, un temps, donné l'envie de détruire ce film mais il dit aujourd'hui l'assumer entièrement,.
En 1997, Haneke réalise également, pour la télévision, une adaptation remarquée du Château de Franz Kafka, interprétée par les deux comédiens principaux de Funny Games : Ulrich Mühe et Susanne Lothar.
Trois ans plus tard, il signe sa première réalisation en français : Code inconnu, film-mosaïque sur l'isolement, le rejet de l'autre et la difficulté de communiquer.
Son premier grand succès public vient en 2001 avec La Pianiste, adapté du roman homonyme de Jelinek. Il y brosse le portrait d'une professeur de piano, victime de sa mère castratrice et de son sens névrotique de la perfection. La protagoniste trouve refuge dans la consommation de films pornographiques, le voyeurisme et des fantasmes sado-masochistes. La sulfureuse thématique sexuelle et des scènes très crues provoquent des chahuts au sein de la critique et du public,,. Cependant, l'œuvre vaut à son auteur le grand prix du jury à Cannes et honore d'un double prix d'interprétation Isabelle Huppert et Benoît Magimel. Elle permet également à Annie Girardot de faire son grand retour au cinéma et de remporter le César du meilleur second rôle féminin.
Haneke poursuit une carrière de réalisateur de portée européenne. Le Temps du loup en 2003, est un film d'anticipation qui raconte le désœuvrement d'individus dans un abri rural. En évoquant une catastrophe dont on ignore la nature, le cinéaste ouvre une interrogation sur le devenir de l'humanité et les dangers qui la guettent. Le cinéaste est aujourd'hui assez critique sur ce film, reconnaissant qu'il n'a pas fonctionné comme il le souhaitait au départ en raison d'erreurs de castings et de problèmes techniques rencontrés sur le tournage (notamment la lumière qui n'était pas bonne) qui l'ont obligé à beaucoup couper au montage et à réduire la complexité du scénario.
Caché, film sur l'humiliation et le retour du refoulé, est interprété par Daniel Auteuil, Juliette Binoche, Annie Girardot et Maurice Bénichou. Il reçoit un accueil critique très favorable et le prix de la mise en scène au Festival de Cannes en 2005.
En 2006, Haneke signe sa première mise en scène d'opéra avec Don Giovanni de Wolfgang Amadeus Mozart, présentée au palais Garnier à Paris. Le spectacle est repris en mars 2012 à l'opéra Bastille.
Sollicité par des producteurs américains à la suite du succès outre-Atlantique de certains de ses films, il réalise lui-même en 2008 le remake de son classique Funny Games : Funny Games U.S. avec Tim Roth et Naomi Watts dans les rôles principaux. Il s'agit d'une reproduction à l'identique, plan par plan, de l'œuvre originale. Le film est un échec commercial, malgré le désir du cinéaste de faire un remake anglophone depuis plusieurs années.
Le jury du Festival de Cannes 2009, présidé par Isabelle Huppert, lui attribue une première Palme d'or pour Le Ruban blanc, son premier film à costume, tourné en noir et blanc et dont le thème est le basculement d'une société villageoise du nord de l'Allemagne dans l'obscurantisme à l'aube de la Première Guerre mondiale. Au départ, l'œuvre est prévue pour la télévision et constitue une mini-série de trois épisodes. Mais la productrice Margaret Ménégoz convainc Haneke d'en réduire la durée pour en faire un long métrage de plus de deux heures. Le scénariste Jean-Claude Carrière est sollicité pour raccourcir le scénario. L'accueil critique est globalement enthousiaste et le film reçoit, en 2010, le Golden Globe du meilleur film étranger ainsi qu'une nomination à l'Oscar dans la catégorie équivalente,.
Le jury du Festival de Cannes 2012, présidé par Nanni Moretti, décerne au cinéaste sa seconde Palme d'or pour Amour, huis clos dramatique racontant la déchéance physique et psychologique d'un couple d'urbains octogénaires, incarné par Jean-Louis Trintignant et Emmanuelle Riva. L'œuvre s'inspire de la propre histoire de son auteur et de celle d'une tante qui l'a élevé. Elle s'axe sur l'un des rares scénarios qu'il n'a pas écrit dix ans auparavant. Bien que la presse ait souvent reproché au réalisateur une certaine froideur et un point de vue austère ou moralisateur, voire sadique,, elle encense le film dans son ensemble et en fait le long métrage le plus apprécié de la sélection cannoise,. Certaines critiques le considèrent comme la réalisation la plus personnelle, la plus émouvante et la plus sensible de Haneke,. En 2013, Amour, qui est un succès mondial, est récompensé par le Golden Globe, le BAFTA et l'Oscar du meilleur film étranger (premier film à réussir le triplé) et par les César majeurs : Meilleur film, Meilleur réalisateur, Meilleur acteur pour Trintignant, Meilleure actrice pour Riva et Meilleur scénario original. Il s'agit du second film de l'histoire des César qui arrive à obtenir les cinq statuettes les plus prestigieuses après Le Dernier Métro de François Truffaut en 1981. Absent de la 38e cérémonie des Césars, Haneke s'est fait représenter par sa productrice Margaret Ménégoz. Quelques mois plus tôt, il était devenu le premier long métrage à remporter les quatre trophées majeurs des prix du cinéma européen (film, réalisateur, acteur et actrice). Aucun film non-anglophone n'avait réussi à cumuler autant de récompenses avant lui.
La même année, Haneke met en scène son deuxième opéra : Così fan tutte de Mozart, présenté au Teatro Real de Madrid. En 2014, il fait l'objet d'un documentaire, Michael Haneke : Profession réalisateur, réalisé par Yves Montmayeur.
Son prochain film devait être Flashmob, une chronique sociale doublée d'une analyse des médias et de leur influence sur la réalité quotidienne par le phénomène des flashmobs, un rassemblement éclair de plusieurs personnes inconnues l'une del'autre, organisé grâce à Internet et aux réseaux sociaux. Le film fut annulé quasiment un an après son annonce, après des problèmes de préproduction. Le cinéaste révéla qu'il souhaitait tourner le film aux États-Unis, mais n'arrivait pas à convaincre ses producteurs ni à trouver l'actrice principale, au côté de Forest Whitaker. Malgré cela, de nombreuses thématiques du film furent utilisés pour Happy End.
Le nouveau film du cinéaste est finalement un film français, Happy End, qu'il tourne à l'été 2016. Le cinéaste retrouve Jean-Louis Trintignant et Isabelle Huppert pour aborder la question des migrants (une référence à l'actualité récente) à travers une famille bourgeoise du Nord-Pas-de-Calais. De nombreuses critiques font remarquer que le film se centre plus sur une satire de la bourgeoisie, ainsi que sur les rapports fictions-réalités que sur le sort des réfugiés de Calais, d'où des comparaisons très fréquentes avec Luis Buñuel ou Claude Chabrol, dont Huppert fut l'actrice fétiche avec sept collaborations,,. Le film, présenté au Festival de Cannes 2017, déçoit une grande partie des festivaliers, y compris des médias déjà fidèles à Haneke, qui pointent une redite thématique et stylistique et un condensé de l'œuvre,.
Haneke a également enseigné la réalisation cinématographique à l'Académie de musique et des arts du spectacle de Vienne,. L'une de ses anciennes élèves est la réalisatrice Katharina Mückstein,.

### Vie privée
Michael Haneke a quatre enfants. Il est marié à l'antiquaire Susanne Haneke depuis 1983, qui fait un caméo dans chacun des films de son mari.

## Style et thématiques de Michael Haneke

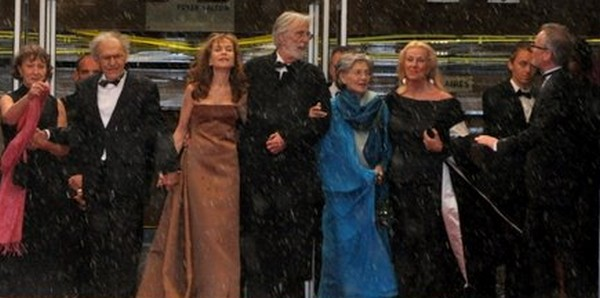
Michael Haneke (au centre), Jean-Louis Trintignant, Emmanuelle Riva et Isabelle Huppert lors de la présentation dAmour au Festival de Cannes 2012.

### Rythme
Le rythme des films de Michael Haneke est souvent marqué par une dilatation du récit. Il peut n'y avoir aucune véritable intrigue ou aucun nœud dramatique clair (71 fragments..., Code inconnu). Le réalisateur traite son tempo narratif de manière musicale, jouant sur le contraste, le contrepoint, la pause, la nuance, la rupture, l'accélération et l'ellipse,. Sur le plan formel, il étire la durée de ses plans et inclut des périodes de vide, de frustration, voire d'irritation tant pour le personnage que pour le spectateur. De même, il utilise fréquemment la présence d'un mystère en trompe-l'œil qui restera en partie non dévoilé, en donnant toutefois des éléments d'interprétations possibles (Caché, Le Temps du loup, Le Ruban blanc, l'ouverture d'Amour).

### Violence
Le cinéaste innove particulièrement dans la manière de mettre en scène la violence. En effet, son œuvre, d'une radicalité assumée, propose une réflexion sur les comportements archaïques au cœur de la civilisation occidentale. Sans être stylisée ou spectaculaire, cette violence sous-jacente surgit de manière structurelle et extrême, notamment dans le début de ses films. Elle est souvent plus suggérée que montrée frontalement : le meurtre de la jeune fille, rendu par les cris stridents hors-champ dans Benny's Video, les scènes de torture et de meurtre dans Funny Games, signifiées par des hurlements ou du sang sur un téléviseur, la mutilation génitale que s'inflige le personnage de La Pianiste, filmé de profil,... Cette violence n'est généralement pas justifiée de manière évidente, ce qui rend la mise en scène encore plus sèche et brutale et les procédés qui la rendent palpable créent, entre proximité et distance totale, un malaise tel que la notion de « pornographie de l'épure », fut utilisée par le magazine Télérama à propos de Funny Games :
« [...] peut-on impunément filmer l'horreur sans prendre parti ? L'impassibilité qu'il revendique amène Haneke à un curieux choix esthétique : ce qu'on pourrait appeler la pornographie de l'épure. Prenez le plan de sept minutes où il filme, de loin, un gamin mort, une femme, couverte d'ecchymoses, qui sautille pour se libérer de ses liens et un homme qui éclate en sanglots convulsifs. Apparemment, c'est parfait : pas de sang, une caméra immobile ou presque (un léger panoramique). On est dans la dignité irréprochable. Sauf que cette dignité est fausse. Les longs plans fixes d'un Angelopolous ou d'un Tarkovski bouleverseraient par leur sincérité. Celui-là est calculé, malin, artificiel. L'impudence naît de cette pudeur forcée. La première règle d'un cinéaste qui se respecte, c'est la liberté qu'il laisse aux spectateurs d'aimer ou non les personnages. Ici, les personnages sont des marionnettes, et les spectateurs des cobayes de laboratoire. Sur l'écran, les deux meurtriers nous font des clins d'œil, pour nous rendre complices du plaisir qu'ils prennent à tuer. ».
La barbarie amplifiée par les images issues de l'industrie du divertissement et du spectacle (télévision, jeux vidéo, films d'action hollywoodiens, hardrock) et les civilités de la bonne société s'échangent et se confondent. En réalité, Haneke met en scène une violence banalisée, générée par un univers familier.

### Rêve et réalité
Michael Haneke alterne récits intimistes centrés sur quelques personnages (Benny's Video, La Pianiste, Amour), huis clos (Funny Games, Amour) et fresques unanimistes, proches dans leur conception du « théâtre épique » défini par Bertolt Brecht (71 fragments..., Le Temps du loup, Le Ruban blanc). Le cinéaste affirme vouloir mêler divers registres afin d'éviter le sens unique et le film à thèse : bien que situées dans un cadre très réaliste, ses œuvres manifestent un certain maniérisme et laissent une large place à l'irrationnel. Elles s'aventurent parfois aux frontières de l'onirisme, voire d'un fantastique kafkaïen. Le final du Temps du loup, la scène de décapitation du coq dans Caché, les annonces prophétiques du Ruban blanc, les apparitions-disparitions du pigeon et la traversée, par Jean-Louis Trintignant, d'un couloir sombre et inondé dans Amour se situent volontairement du côté de l'irréalité ou du cauchemar. Par ailleurs, le film est régulièrement renvoyé à sa nature d'artifice et de mensonge (la mise en abyme et « l'image dans l'image » dans Benny's Video et Caché, les clins d'œil au public et les apartés du meurtrier ou encore l'effet « rembobiné » d'une séquence de mise à mort dans Funny Games...). Le cinéaste explique lui-même cette démarche : « Si le cinéma veut être une forme d'art, il doit nécessairement d'abord s'interroger sur son pouvoir de figuration. C'est une question essentielle. Sans ça, il est trop facile d'en user pour imposer une vision simpliste du réel ; ou manipuler le spectateur, prétendre le divertir pour lui imposer un sens. ». Ses films mêlent donc indistinctement réalisme, fable, banalité quotidienne et allégorie.

### Rapport à l'image du spectateur
Haneke met sans cesse le spectateur de ses films en situation d'inconfort. La manière habituelle de percevoir une œuvre cinématographique est changée par la volonté de rejeter toute lecture psychologique, de provoquer des réactions vives et émotives et d'interroger le public sur sa responsabilité de « témoin » face aux scènes exposées. Des questions d'ordre social, politique, historique, culturel ou moral lui sont assénées et aucune réponse n'est apportée. Caché met par exemple en scène, de manière métaphorique, certains éléments de la guerre d'Algérie à travers la relation entre Daniel Auteuil et Maurice Bénichou mais laisse ouverte la façon d'interpréter le retour de l'histoire refoulée dans l'existence d'individus ordinaires. Plus globalement, le cinéaste interpelle sur la manière systématique de figurer la réalité et de la confondre avec ce qui est montré à l'écran. La vérité semble insaisissable et le réel apparaît comme une série de fragments visuels et sonores, sans lien logique apparent. Cette représentation d'images énigmatiques est visible dans Le Septième Continent et Code inconnu. 71 fragments... éparpille, quant à lui, des séquences mises au hasard que chacun est amené à rassembler selon sa pensée. L'image en elle-même est utilisée par Haneke dans un questionnement sur sa capacité à manipuler celui qui la regarde. Benny's Video, Code inconnu, Caché et La Pianiste opèrent en ce sens une confusion volontaire dans le passage d'une image à l'autre : la fiction est confondue avec des bandes de caméscope, des séquences télévisées ou des jeux vidéo. La frontière entre les différents niveaux d'image est brouillée et le public devient le miroir de phobies et de névroses sur l'exemple des personnages. Par ailleurs, Haneke montre la manière dont les médias de masse mettent chaque image sur le même plan, sans jamais les hiérarchiser. Selon le réalisateur, « la question n'est pas de savoir ce qu'on a le droit de montrer, mais comment permettre au spectateur de comprendre ce qu'on lui montre. ». Cette logique réflexive a poussé Thomas Neuhauser d'Arte à qualifier ses films d'« essais filmés ».

### Rejet du cinéma commercial américain
Le réalisateur affirme avoir été traumatisé, dans sa jeunesse, par l'esthétique et la dramaturgie hollywoodiennes. Il s'oppose notamment à un courant du cinéma américain, initié par Oliver Stone et Quentin Tarantino, qui n'offrirait que des images violentes, spectaculaires et sans distance critique. Pour Haneke, cette veine postmoderne et ultra-violente de la production américaine serait incapable de réaliser son pouvoir sur le spectateur pour qui elle rendrait le sang et la souffrance attractifs. Il explique que les films qui en sont issus déréalisent la violence et la manière de la montrer, masquée sous une posture de vraisemblance, devient le prétexte à un défilé de scènes grandiloquentes. Selon lui, ce procédé cache des valeurs fascisantes comme l'autodéfense et la vengeance. Fidèle à sa méthode, il dit vouloir aiguiser, en réaction, une forme de conscience au-delà des représentations primitives. Néanmoins, avec sa trilogie autrichienne consacrée au thème de la « glaciation émotionnelle » (Le Septième Continent, Benny's Video et 71 fragments...), il montre son désir de s'éloigner aussi d'un cinéma d'auteur complaisant et trop agréable dans son approche esthétique.

### Choix esthétiques
La mise en scène de Haneke révèle une rigueur mathématique dans l'élaboration du cadre et l'usage du montage. Haneke pense minutieusement la composition de ses plans, étirés dans le temps. Selon Isabelle Huppert, « il se laisse guider par le mouvement d'un visage, c'est ça qui rend sa mise en scène très organique. ». Ses réalisations accordent par ailleurs un soin extrême au son. Généralement, elles n'utilisent pas de plage musicale (les rares morceaux de musique sont joués ou écoutés par les personnages) et privilégient des plans fixes et des plans-séquences aux couleurs ternes. Le montage parallèle est aussi fréquemment employé au même titre qu'une bande sonore précise, reconstituant d'une façon très signifiante diverses ambiances : l'eau stridente du robinet ou la pluie battante dans Amour, le craquement saturé du plancher dans La Pianiste, etc. Michael Haneke peut consacrer plus de deux mois à travailler le son et le mixage après l'achèvement du montage. Il utilise par ailleurs de manière répétée les transitions brutales marquant le passage du temps, comme de brefs écrans noirs.

### Influences

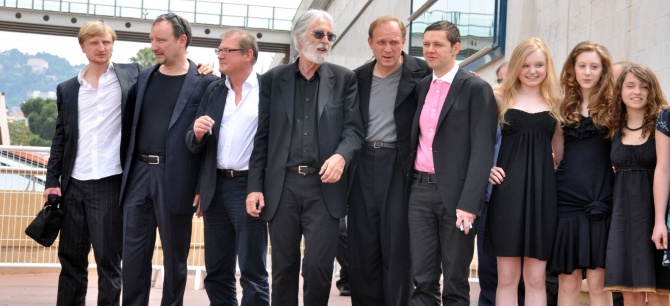
Michael Haneke et les acteurs du Ruban blanc au Festival de Cannes 2009.

Admirateur d'Alfred Hitchcock, qu'il considère comme « le plus grand des maîtres », d'Ingmar Bergman, Robert Bresson et Pier Paolo Pasolini, le cinéaste évoque dans Le Ruban blanc par le sujet, les cadres, le noir et blanc et la lumière, sa fascination pour l’œuvre de Carl Theodor Dreyer,,. Dans ce film, des analogies sont également établies avec Le Village des damnés de Wolf Rilla, Le Village de M. Night Shyamalan et Le Journal d'une femme de chambre de Luis Buñuel. Haneke semble être influencé, sur le plan littéraire, par Franz Kafka et Frank Wedekind, notamment par L'Éveil du printemps. D'autres références peuvent être notées dans ses œuvres : Caché évoque Lost Highway de David Lynch pour l'histoire d'un couple perturbé par la réception de cassettes vidéo anonymes et Blow-Up de Michelangelo Antonioni pour la notion d'image dans l'image et de projection fantasmatique. Le Temps du loup rappelle, quant à lui, le cinéma d'Andreï Tarkovski. À noter que le réalisateur déclare admirer l'œuvre de Bruno Dumont et Abbas Kiarostami. En 1999, le quotidien suisse Le Temps décèle l'empreinte culturelle de la Mitteleuropa dans sa vision du monde, caractérisée par l'étude de l'absurdité, de la violence et du mal-être des sociétés modernes. Le cinéaste est par ailleurs rapproché de la tradition littéraire et philosophique austro-allemande que revendique Jelinek et qui utilise l'art comme une forme d'analyse et de mise à distance,,. Isabelle Huppert relie Haneke à une culture de polémiste héritée de Karl Kraus et Thomas Bernhard. Selon elle, ses films s'inscrivent « comme chez Bernhard dans une tradition autrichienne où noirceur et humour se mêlent. […] L'Autriche est une terre qui produit des névroses mais aussi de la culture, c'est un peu ambigu, comme dans les films où le rôle de la musique est très ambigu. ».
Lors du sondage décennal de Sight and Sound, il fut demandé à plusieurs réalisateurs de donner leurs dix films favoris. Lors du sondage de 2002, le réalisateur autrichien communiqua son choix, :
1. Au hasard Balthazar de Robert Bresson
2. Lancelot du Lac de Robert Bresson
3. Le Miroir d'Andreï Tarkovski
4. Salò ou les 120 jours de Sodome de Pier Paolo Pasolini
5. L'Ange exterminateur de Luis Buñuel
6. La Ruée vers l'or de Charlie Chaplin
7. Psychose d'Alfred Hitchcock
8. Une femme sous influence de John Cassavetes
9. Allemagne année zéro de Roberto Rossellini
10. L'Éclipse de Michelangelo Antonioni

Le cinéaste déclara ensuite qu'en cas de nouvelle liste, il rajouterait également Il était une fois dans l'Ouest de Sergio Leone et qu'il classerait en premier Le Miroir. Il précise souvent qu'il fut terrifié par Salò ou les 120 jours de Sodome, et qu'il ne revisionna pas le film.
En juin 2024, la liste des films préférés de Haneke est publiée sur LaCinetek. Il y répertorie plus de 100 films, citant plusieurs œuvres des réalisateurs Ingmar Bergman (Persona, À travers le miroir, Les Communiants, Scènes de la vie conjugale, Le Silence) et Abbas Kiarostami (Où est la maison de mon ami ?, Au travers des oliviers, Et la vie continue, Le Goût de la cerise, Le Vent nous emportera).

### Thèmes
Les thèmes ou motifs récurrents de ses films sont :
- Une représentation d'une violence ordinaire — et de diverses formes d'humiliation —, déréalisée et souvent sans motif.
- Une critique dirigée contre les médias de masse, en particulier la télévision.
- Une dénonciation de la culture du divertissement et du spectacle (films d'action, télévision, jeux vidéo) et la manière dont celle-ci banalise la violence.
- Une « glaciation émotionnelle », ou déshumanisation de la classe moyenne et bourgeoise occidentale (intrusion d'une menace sourde et inexplicable dans un univers familier, banal ou quotidien).
- Une désagrégation de la cellule familiale dans la société moderne.
- Des descriptions d'enfance ou d'adolescence sadiques et meurtrières.
- Un refus ou une incapacité de communiquer directement avec l'autre.
- Une impossibilité d'exprimer ou de faire comprendre toute souffrance psychologique.
- Une approche des conséquences du racisme et du refoulement de l'histoire.
- Une volonté de vouloir laisser la porte ouverte à de nombreuses interprétations : critique de la manière de « fournir les réponses en même temps que les questions » des médias modernes.
- Des personnages nommés Georges et Anna (ou des variantes de ces mêmes noms).

## Collaborations multiples
Fidèle dans le travail, Haneke a collaboré à plusieurs reprises avec les comédiens Isabelle Huppert, Susanne Lothar et Udo Samel (quatre fois), Ulrich Mühe et Maurice Bénichou (trois fois), Juliette Binoche, Annie Girardot, Jean-Louis Trintignant et Arno Frisch (deux fois) ainsi qu'avec les techniciens Jürgen Jürges, Christian Berger, Darius Khondji, Monika Willi et Nadine Muse ou les producteurs Veit Heiduschka, Marin Karmitz, Alain Sarde et Margaret Ménégoz. Ce sont les sociétés Wega Film et Les Films du Losange qui produisent et distribuent les films du cinéaste.

## Filmographie

### Télévision
- 1974 : ...Und was kommt danach?
- 1976 : Spermüll
- 1976 : Trois Chemins vers le lac (Drei Wege zum See)
- 1979 : Lemmings (Lemminge), mini-série
- 1983 : Variationen
- 1984 : Wer war Edgar Allan?
- 1985 : Fräulein
- 1991 : Nachruf für einen Mörder
- 1992 : La Rébellion (Die Rebellion)
- 1997 : Le Château (Das Schloß)

### Cinéma
- 1989 : Le Septième Continent (Der siebente Kontinent)
- 1992 : Benny's Video
- 1994 : 71 Fragments d'une chronologie du hasard (71 Fragmente einer Chronologie des Zufalls)
- 1997 : Funny Games
- 2000 : Code inconnu
- 2001 : La Pianiste
- 2003 : Le Temps du loup
- 2005 : Caché
- 2007 : Funny Games U.S.
- 2009 : Le Ruban blanc (Das Weiße Band)
- 2012 : Amour
- 2017 : Happy End

### Court métrage
- 1995 : Lumière et Compagnie (réalisateur de la séquence Vienne)

### Scénario
- 1995 : Der Kopf des Mohren de Paulus Manker

Le film raconte l'histoire d'un homme croyant à une catastrophe chimique et basculant dans le survivalisme, les hallucinations et la paranoïa. Le titre signifiant La Tête du Maure fait référence au logo des entreprises Meinl (en) et à la pâtisserie Mohrenkopf (de). Haneke avait écrit ce scénario pour une chaîne de télévision avant de réaliser Le septième continent, le film ne s'étant pas fait faute de moyen, il abandonna le scénario qui fut repris par Paulus Manker, qui tourna avec Haneke dans Wer war Edgar Allen ? et plus tard dans Code inconnu. Manker s'entoura de l'équipe de production habituelle du cinéaste. Haneke laissa Manker complètement libre mais juge que le film est un échec car Manker est très fidèle à un scénario médiocre qu'il aurait modifié s'il l'avait tourné.

## Mises en scène d'opéra
- 2006 (revue en 2007 et 2012) : Don Giovanni de Wolfgang Amadeus Mozart, Palais Garnier à Paris
- 2013 : Così fan tutte de Wolfgang Amadeus Mozart, Teatro Real de Madrid. Reprise à Bruxelles[73].

## Honneurs et récompenses

### Nominations, sélections aux festivals etdistinctions cinématographiques
Le Septième Continent
- Projeté au Festival de Cannes 1989, sélection Quinzaine des Réalisateurs

Benny's Video
- Projeté au Festival de Cannes 1992, sélection Quinzaine des Réalisateurs
- 1992 : European Film Academy Critics Award

71 Fragments d'une chronologie du hasard
- Projeté au Festival de Cannes 1994, sélection Quinzaine des Réalisateurs

Funny Games
- Projeté en compétition au Festival de Cannes 1997

Code inconnu
- Projeté en compétition au Festival de Cannes 2000

La Pianiste
- 2001 : grand prix du Jury au 54e Festival de Cannes
- 2001 : Lola du meilleur film étranger
- 2002 : nomination au BAFTA du meilleur film étranger

Le Temps du loup
- Projeté au Festival de Cannes 2003, hors-compétition. Patrice Chéreau était alors président du jury de la compétition et ne devait pas être lié à un film sous son jugement.
- 2003 : Prix du meilleur scénario au Festival international du film de Catalogne

Caché
- 2005 : prix de la mise en scène, prix du jury œcuménique et prix FIPRESCI de la critique internationale au 58e Festival de Cannes
- 2005 : prix du meilleur film et du meilleur réalisateur européen aux European Film Awards
- 2006 : Étoile d'or du scénariste
- 2006 : Meilleur film en langue étrangère au Chicago Film Critics Association Awards
- 2006 : Meilleur film en langue étrangère au Los Angeles Film Critics Association Awards
- 2006 : Meilleur film en langue étrangère au San Francisco Film Critics Circle
- 2006 : Nommé au César du meilleur réalisateur et au César du meilleur scénario original
- 2007 : Chlotrudis Award du meilleur réalisateur et Chlotrudis Award du meilleur film
- 2007 : European Film Academy Critics Award

Funny Games U.S.
- Projeté au Festival du film de Londres 2007 et au Festival du film de Sundance 2008.

Le Ruban blanc
- Projeté en compétition officielle au 62e Festival de Cannes, remporte la Palme d'or, le prix FIPRESCI de la critique internationale[74], le prix de l'Éducation nationale[75] et la mention spéciale du jury œcuménique[76]
- 2009 : prix du meilleur film, du meilleur réalisateur et du meilleur scénariste européen aux European Film Awards
- 2009 : Meilleur film en langue étrangère au Chicago Film Critics Association Awards
- 2009 : Grand prix de la FIPRESCI
- 2009 : Prix du meilleur film étranger du syndicat de la critique de cinéma
- 2010 : Golden Globe du meilleur film étranger
- 2010 : nomination au César du meilleur film étranger
- 2010 : nomination au BAFTA du meilleur film étranger
- 2010 : Nomination à l'Oscar du meilleur film en langue étrangère, représente l'Allemagne[77]
- 2010 : Lola du meilleur film, du meilleur réalisateur et du meilleur scénario[78]

Amour
- 2012 : Palme d'or au 65e Festival de Cannes
- 2012 : Grand Prix de la fédération internationale de la presse cinématographique
- 2012 : prix du meilleur film et du meilleur réalisateur européen aux European Film Awards
- 2012 : prix du meilleur film en langue étrangère au New York Film Critics Circle Awards
- 2012 : prix du meilleur film en langue étrangère au New York Film Critics Online Awards
- 2013 : prix du meilleur film en langue étrangère au National Board of Review Awards
- 2012 : prix du meilleur film en langue étrangère au Washington D.C. Area Film Critics Association Awards
- 2012 : prix du meilleur film en langue étrangère au Boston Society of Film Critics Awards
- 2012 : prix du meilleur film au Los Angeles Film Critics Association Awards
- 2012 : prix du meilleur film en langue étrangère au Las Vegas Film Critics Society Awards
- 2012 : prix du meilleur film en langue étrangère au Dallas-Fort Worth Film Critics Association Awards
- 2012 : prix du meilleur film en langue étrangère au Chicago Film Critics Association Awards
- 2012 : prix du meilleur film en langue étrangère au Kansas City Film Critics Circle Awards
- 2012 : prix du meilleur film en langue étrangère au Oklahoma Film Critics Circle Awards
- 2012 : Prix du meilleur film français du syndicat de la critique de cinéma
- 2013 : prix du meilleur film et du meilleur réalisateur au National Society of Film Critics Awards
- 2013 : Golden Globe du meilleur film étranger
- 2013 : prix Lumières du meilleur film
- 2013 : London Film Critics Circle Awards du film et du scénariste de l'année
- 2013 : Meilleur film étranger. Nommé au BAFTA du meilleur réalisateur et du meilleur scénario original
- 2013 : Étoile d'or du réalisateur
- 2013 : Césars du cinéma : Meilleur film, Meilleur réalisateur et Meilleur scénario original
- 2013 : Independant Spirit Awards : Meilleur film étranger
- 85e cérémonie des Oscars en 2013 : Remporte l'Oscar du Meilleur film en langue étrangère, représente l'Autriche[77]. Nommé à l'Oscar du meilleur réalisateur et l'Oscar du meilleur scénario original. Les producteurs Margaret Ménégoz, Stefan Arndt, Veit Heiduschka et Michael Katz sont nommés pour l'Oscar du meilleur film.
- 2013 : David di Donatello : Meilleur film de l'Union européenne
- 2014 : prix Goya du meilleur film européen

Happy End
- Projeté en compétition au Festival de Cannes 2017

### Distinctions personnelles
- Membre de l'Académie des arts de Berlin (2002)[79]
- Commandeur des Arts et des Lettres (2010)
- Chevalier de la Légion d'honneur (2012)
- Docteur honoris causa de l'université Paris-VIII en art et esthétique (2012)[80],[81]
- Docteur honoris causa de l'université de Graz en théologie (2013)[82]
- Prix Princesse des Asturies en arts (2013)
- Médaille d'or du Círculo de Bellas Artes (2013)[83]
- Prix Sonning (2014)

### Filmographie
Michael Haneke : Profession réalisateur est un documentaire d'Yves Montmayeur (qui a conçu les making-of du cinéaste) qui s'étale sur vingt ans, parsemé de différentes interviews du cinéaste ainsi que de ses acteurs. Le documentaire analyse principalement la méthode de travail du réalisateur, ce dernier ne souhaite évoquer ni sa vie privée, ni l'interprétation personnelle de ses films.